# Mitsubishi Lancer
Mitsubishi Lancer er en lille mellemklassebil bygget af Mitsubishi Motors siden 1973. Den er i nogle tilfælde en sedan-, combi coupé- eller stationcarudgave af Mitsubishi Colt.

## Karrosserivarianter
Mitsubishi Lancer er i løbet af sin levetid blevet solgt i flere forskellige karrosserivarianter:
- Sportscoupé (1975−1979)
- Sedan med to døre (til 1979)
- Sedan med fire døre
- Combi coupé med fem døre (Hatchback) (1988−1995)
- Stationcar med fem døre

## Modelhistorie
Da modelbetegnelserne på de i Japan solgte Mitsubishi-modeller ofte ikke stemmer overens med de europæiske betegnelser, betegnes de i Europa solgte biler med navnet Lancer også som Lancer EX i Japan. Den ottende generation sælges i Japan under navnet Galant Fortis.

### Første generation (1973−1979)
I 1973 blev første generation af Mitsubishi Lancer introduceret. Den skulle udvide Mitsubishis modelprogram, hvor den befandt sig mellem mikrobilen Mitsubishi Minica og den store mellemklassebil Mitsubishi Galant. Den fandtes i 12 forskellige modelvarianter med motorer fra 1,2 til 1,6 liter. I 1975 kom der på basis af Lancer en sportscoupé med navnet Lancer Celeste, som i Europa solgtes som Celeste og i USA frem til 1980 som Plymouth Arrow.
Lancer hørte til de til Europa først eksporterede Mitsubishi-biler og solgtes der fra 1977. Den fandtes i tre versioner, hvor motor og udstyr var tvangskoblet:
- 1200 (basis), 1.238 cm³, 40 kW (55 hk), 145 km/t
- 1400 GL, 1.439 cm³, 50 kW (68 hk), 150 km/t
- 1600 GSR, 1.597 cm³, 60 kW (82 hk), 155 km/t

### Anden generation (1979−1983)
I 1979 kom næste generation af Lancer. Bilens design blev tilpasset til europæiske biler fra daværende tid. Modellen fandtes kun som firedørs sedan med 1,4-litersmotor (Lancer 1400 GLX) med 50 kW (68 hk) og 1,6-litersmotor (Lancer 1600 GSR) med 60 kW (82 hk). I 1980 introduceredes med Lancer 2000 ECI en yderligere motorvariant med turbolader og 125 kW (170 hk), med et slagvolume på 2,0 liter. I Japan fandtes der flere motorvarianter, bl.a. en 1,2-litersmotor.
Derudover fandtes der en Lancer "F" (eller "Fiore") fra 1982 til 1983. Dette var sedanversionen af Colt A150, med forhjulstræk.

### Tredje generation (1983−1988)
I 1983 kom der igen en ny generation af Lancer. I den første tid fandtes den kun som firedørs sedan, men i 1985 kom en stationcarudgave, som fra 1986 også kunne fås med firehjulstræk. Motorprogrammet til det europæiske marked blev udvidet, ligesom modellen fra denne generation også kunne fås med katalysator.
- Motorer til Europa fra 1983
  - Benzinmotorer
    - 1,5 liter, effekt 55 kW (75 hk) ved 5.500 omdr./min., drejningsmoment 118 Nm ved 3.500 omdr./min.
    - 1,5 liter, 51 kW (70 hk) ved 5.500 omdr./min., drejningsmoment 115 Nm ved 3.500 omdr./min. (katalysator)
    - 1,8 liter, 66 kW (90 hk) ved 5.500 omdr./min., drejningsmoment 137 Nm ved 3.500 omdr./min. (kun stationcar med firehjulstræk)
    - 1,8 liter, 61 kW (83 hk) ved 5.500 omdr./min., drejningsmoment 135 Nm ved 3.500 omdr./min. (kun stationcar med firehjulstræk og katalysator)

  - Dieselmotor
    - 1,8 liter, 43 kW (58 hk) ved 4.500 omdr./min., drejningsmoment 108 Nm ved 3.000 omdr./min.
- Motorer til Japan fra 1983 (Lancer EX)
  - Benzinmotorer
    - 1,4 liter, 59 kW (80 hk) ved 5.500 omdr./min., drejningsmoment 121 Nm ved 3.500 omdr./min.
    - 1,6 liter, 63 kW (85 hk) ved 5.500 omdr./min., drejningsmoment 135 Nm ved 3.000 omdr./min.
    - 1,8 liter, 118 kW (160 hk) ved 5.800 omdr./min., drejningsmoment 220 Nm ved 3.500 omdr./min.

Udstyrsvarianterne hed i Europa GL og GLX.
- Mitsubishi Lancer
(1983–1988)
- Bagfra
- Mitsubishi Lancer Kombi (1985–1988)

### Fjerde generation (1988−1991)
I 1988 kom næste generation af Lancer. Denne modelserie fandtes som sedan og combi coupé. Hvor forgængerens front var forskellig fra Mitsubishi Colt, var fronten på modellen fra 1988 næsten identisk med Colt. Stationcarudgaven af forgængeren blev med udvidet motorprogram bygget sideløbende med denne modelserie. Alle benzinmotorer havde katalysator.
Udover stationcarmodellen var også combi coupé-modellen Lancer GLXi udstyret med firehjulstræk. Motoren i combi coupé-modellen Lancer 1800 GTi-16V (1990−1991) var som den første motor i en Lancer udstyret med fire ventiler pr. cylinder.
- Motorer til Europa fra 1988
  - Benzinmotorer
    - 1,3 liter med karburator type 4G13, effekt 55 kW (75 hk) ved 6.000 omdr./min., drejningsmoment 102 Nm ved 4.000 omdr./min.
    - 1,5 liter med benzinindsprøjtning type 4G15, effekt 62 kW (84 hk) ved 6.000 omdr./min., drejningsmoment 118 Nm ved 4.000 omdr./min.
    - 1,5 liter med benzinindsprøjtning og 12 ventiler type 4G15, effekt 66 kW (90 hk) ved 5.500 omdr./min., drejningsmoment 126 Nm ved 3.000 omdr./min.
    - 1,6 liter med benzinindsprøjtning og 16 ventiler type 4G92, effekt 83 kW (113 hk) ved 6.000 omdr./min., drejningsmoment 137 Nm ved 5.000 omdr./min.
    - 1,8 liter med benzinindsprøjtning type 4G37, effekt 71 kW (97 hk) ved 5.500 omdr./min., drejningsmoment 141 Nm ved 4.000 omdr./min. (kun combi coupé med firehjulstræk)
    - 1,8 liter med benzinindsprøjtning og 16 ventiler type 4G67, effekt 100 kW (136 hk) ved 6.500 omdr./min., drejningsmoment 162 Nm ved 5.000 omdr./min.
    - 1,8 liter med benzinindsprøjtning og 16 ventiler type 4G97, effekt 103 kW (140 hk) ved 6.500 omdr./min., drejningsmoment 167 Nm ved 5.500 omdr./min. (fra 1992)

  - Dieselmotor
    - 1,8 liter type 4D65, effekt 44 kW (60 hk) ved 4.500 omdr./min., drejningsmoment 113 Nm ved 3.000 omdr./min.
- Motorer til Japan fra 1988
  - Benzinmotorer
    - 1,3 liter, effekt 49 kW (67 hk) ved 5.500 omdr./min., drejningsmoment 106 Nm ved 3.500 omdr./min.
    - 1,5 liter, effekt 54 kW (73 hk) ved 5.500 omdr./min., drejningsmoment 119 Nm ved 3.500 omdr./min.
    - 1,6 liter, effekt 92 kW (125 hk) ved 6.500 omdr./min., drejningsmoment 140 Nm ved 5.200 omdr./min.
    - 1,6 liter, effekt 107 kW (145 hk) ved 6.000 omdr./min., drejningsmoment 210 Nm ved 2.500 omdr./min. (med turbolader)

  - Dieselmotor
    - 1,8 liter, effekt 45 kW (61 hk) ved 4.500 omdr./min., drejningsmoment 113 Nm ved 3.000 omdr./min.

- Mitsubishi Lancer combi coupé (1988–1991)
- Lancer combi coupé bagfra
- Mitsubishi Lancer sedan (1988–1991)
- Mitsubishi Lancer GTi-16V C68 (1990–1991)

### Femte generation (1991−1996)
I 1991 blev efterfølgeren introduceret som sedan, og i 1992 fulgte en ny stationcar. I 1995 fik modellen et facelift. Combi coupé-modellen blev afløst af Mitsubishi Carisma. Den nye stationcar kunne med 1,6-litersmotoren igen fås med firehjulstræk og blev bygget frem til 2000. 1,3-litersmotoren kunne kun fås i sedanudgaven og var udstyret med tre ventiler pr. cylinder. Topmodellen var GTi-16V med 103 kW (140 hk), og den til dato sidste GTi fra Mitsubishi, og fandtes kun som sedan.
I Japan hed modellen Mitsubishi Mirage.
- Motorer til Europa fra 1991
  - Benzinmotorer
    - 1,3 liter med 12 ventiler, effekt 55 kW (75 hk) ved 6.000 omdr./min., drejningsmoment 108 Nm ved 3.000 omdr./min.
    - 1,5 liter med 12 ventiler, effekt 66 kW (90 hk) ved 6.000 omdr./min., drejningsmoment 126 Nm ved 3.000 omdr./min.
    - 1,6 liter med 16 ventiler, effekt 83 kW (113 hk) ved 6.000 omdr./min., drejningsmoment 137 Nm ved 5.000 omdr./min.
    - 1,8 liter med 16 ventiler, effekt 103 kW (140 hk) ved 6.500 omdr./min., drejningsmoment 167 Nm ved 5.500 omdr./min.

  - Dieselmotor
    - 2,0 liter, effekt 50 kW (68 hk) ved 4.500 omdr./min., drejningsmoment 123 Nm ved 2.800 omdr./min.
- Motorer til Japan fra 1991
  - Benzinmotorer
    - 1,3 liter med karburator, effekt 58 kW (79 hk) ved 6.000 omdr./min., drejningsmoment 106 Nm ved 3.500 omdr./min.
    - 1,5 liter med karburator, effekt 71 kW (97 hk) ved 6.000 omdr./min., drejningsmoment 126 Nm ved 3.500 omdr./min.
    - 1,6 liter med 16 ventiler, effekt 107 kW (145 hk) ved 7.000 omdr./min., drejningsmoment 149 Nm ved 5.500 omdr./min.
    - 1,6 liter med 16 ventiler, effekt 129 kW (175 hk) ved 7.500 omdr./min., drejningsmoment 167 Nm ved 7.000 omdr./min.

  - Dieselmotor
    - 2,0 liter turbodiesel, effekt 65 kW (88 hk) ved 4.500 omdr./min., drejningsmoment 177 Nm ved 2.500 omdr./min.

- Mitsubishi Lancer stationcar (1992–2000)
- Lancer stationcar bagfra
- Mitsubishi Lancer coupé (1992–1995). Blev ikke solgt i Europa.

### Sjette generation (1996−2003)
I 1996 fulgte den næste generation på basis af den samtidigt introducerede Mitsubishi Colt. Modellen blev i to år solgt i Danmark udelukkende med 1,3-liters benzinmotor og udgik i 1998 som følge af ligheden med Carisma sedan, som i 2002 også blev taget af programmet.
Motorer
- Benzinmotorer
  - 1,3 liter med 12 ventiler, effekt 55 kW (75 hk) ved 6.000 omdr./min., drejningsmoment 108 Nm ved 3.000 omdr./min.
  - 1,6 liter med 16 ventiler, effekt 66 kW (90 hk) ved 5.500 omdr./min., drejningsmoment 133 Nm ved 4.500 omdr./min.

### Syvende generation (2003−2007)
Den syvende generation af Lancer var ikke længere beslægtet med Colt, som nu blev udviklet i samarbejde med smart. Modellen kom på markedet i 2003 som sedan og stationcar.
I 2007 kom den næste generation af sedanmodellen, mens stationcarmodellen fortsatte frem til 2008, hvor den blev afløst af en hatchbackudgave, kaldet Sportback.
Motorer
- Benzinmotorer
  - 1,3 liter med 16 ventiler, effekt 60 kW (82 hk) ved 5.000 omdr./min., drejningsmoment 120 Nm ved 4.000 omdr./min.
  - 1,6 liter med 16 ventiler, effekt 72 kW (98 hk) ved 5.000 omdr./min., drejningsmoment 150 Nm ved 4.000 omdr./min.
  - 2,0 liter med 16 ventiler, effekt 99 kW (135 hk) ved 5.750 omdr./min., drejningsmoment 176 Nm ved 4.500 omdr./min.

### Ottende generation (2007−)
I november 2007 introduceredes den nye Lancer i første omgang som "sportslimousine", mens stationcarudgaven af forgængeren indtil videre blev i programmet. Modellen deler platform med bl.a. den nye Mitsubishi Outlander og blev ligesom den solgt med en dieselmotor fra Volkswagen. Modellen er designet af den italienske designer Pininfarina.
Den 15. november 2008 fulgte en "Sportback"-model (hatchback), som afløste den tidligere stationcarmodel. I starten af 2009 kom en nyudviklet dieselmotor, som opfylder Euro5.
- Lancer Sportback bagfra
- Mitsubishi Lancer Limousine
(2007−)

I oktober 2009 introduceredes på Paris Motor Show Sportback-varianten "Ralliart" med en neddroslet turbomotor med 241 hk fra Lancer Evolution. Udover motoren og dobbeltkoblingsgearkassen deler Ralliart også motorhjelmen af aluminium og den aggressive front med Evolution.
I Japan hedder ottende generation "Galant Fortis" (modelserien Galant udgik i 2008).
Motorer
- Benzinmotorer
  - 1,5 liter med 16 ventiler, effekt 80 kW (109 hk) ved 6.000 omdr./min., drejningsmoment 143 Nm ved 4.000 omdr./min. (2007−2010)
  - 1,6 liter med 16 ventiler, effekt 86 kW (117 hk) ved 6.000 omdr./min., drejningsmoment 154 Nm ved 4.000 omdr./min. (2010−)
  - 1,8 liter med 16 ventiler, effekt 105 kW (143 hk) ved 6.000 omdr./min., drejningsmoment 178 Nm ved 4.250 omdr./min. (2007−2010)
  - 1,8 liter med 16 ventiler, effekt 103 kW (140 hk) ved 6.000 omdr./min., drejningsmoment 176 Nm ved 4.250 omdr./min. (2010−)
  - 2,0 liter med 16 ventiler, effekt 110 kW (150 hk) ved 6.000 omdr./min., drejningsmoment 198 Nm ved 4.250 omdr./min. (2007−2010)
  - 2,0 liter med 16 ventiler og turbo, effekt 177 kW (241 hk) ved 6.000 omdr./min., drejningsmoment 343 Nm ved 2.500−4.725 omdr./min. (2009−)
- Dieselmotorer
  - 1,8 liter med 16 ventiler, effekt 85 kW (116 hk) ved 4.000 omdr./min., drejningsmoment 300 Nm ved 2.000−2.500 omdr./min. (2010−)
  - 1,8 liter med 16 ventiler, effekt 110 kW (150 hk) ved 4.000 omdr./min., drejningsmoment 300 Nm ved 2.000−3.000 omdr./min. (2010−)
  - 2,0 liter med 16 ventiler, effekt 103 kW (140 hk) ved 4.000 omdr./min., drejningsmoment 310 Nm ved 1.750 omdr./min. (2008−2010)